# Усмань
У́смань — город (с 1645) в России, административный центр Усманского района Липецкой области. Население — 19 662 чел. (2021).
Образует одноимённое муниципальное образование город Усмань со статусом городского поселения как единственный населённый пункт в его составе.

## Этимология
Город получил своё название по реке Усмани. Гидроним, по предположению топонимистов, происходит от иранского корня со значением «камень» (ср. иранское асман, русское яшма от греч. ἴασπις).
По другой версии, «это название было перенесено от р. Осмонь в Черниговской земле, откуда в X—XII вв. приходили в Подонье переселенцы-славяне».

## Физико-географическая характеристика
Город расположен на реке Усмань в центре Восточно-Европейской равнины, в 75 км к югу от Липецка.

### Время
Город Усмань, как и вся Липецкая область, находится в часовой зоне МСК (московское время). Смещение применяемого времени относительно UTC составляет +3:00.

### Климат
Усмань находится в зоне умеренно—континентального климата (в классификации Кёппена — Dfb), который зависит от северо-западных океанических и восточных континентальных масс воздуха.

## История

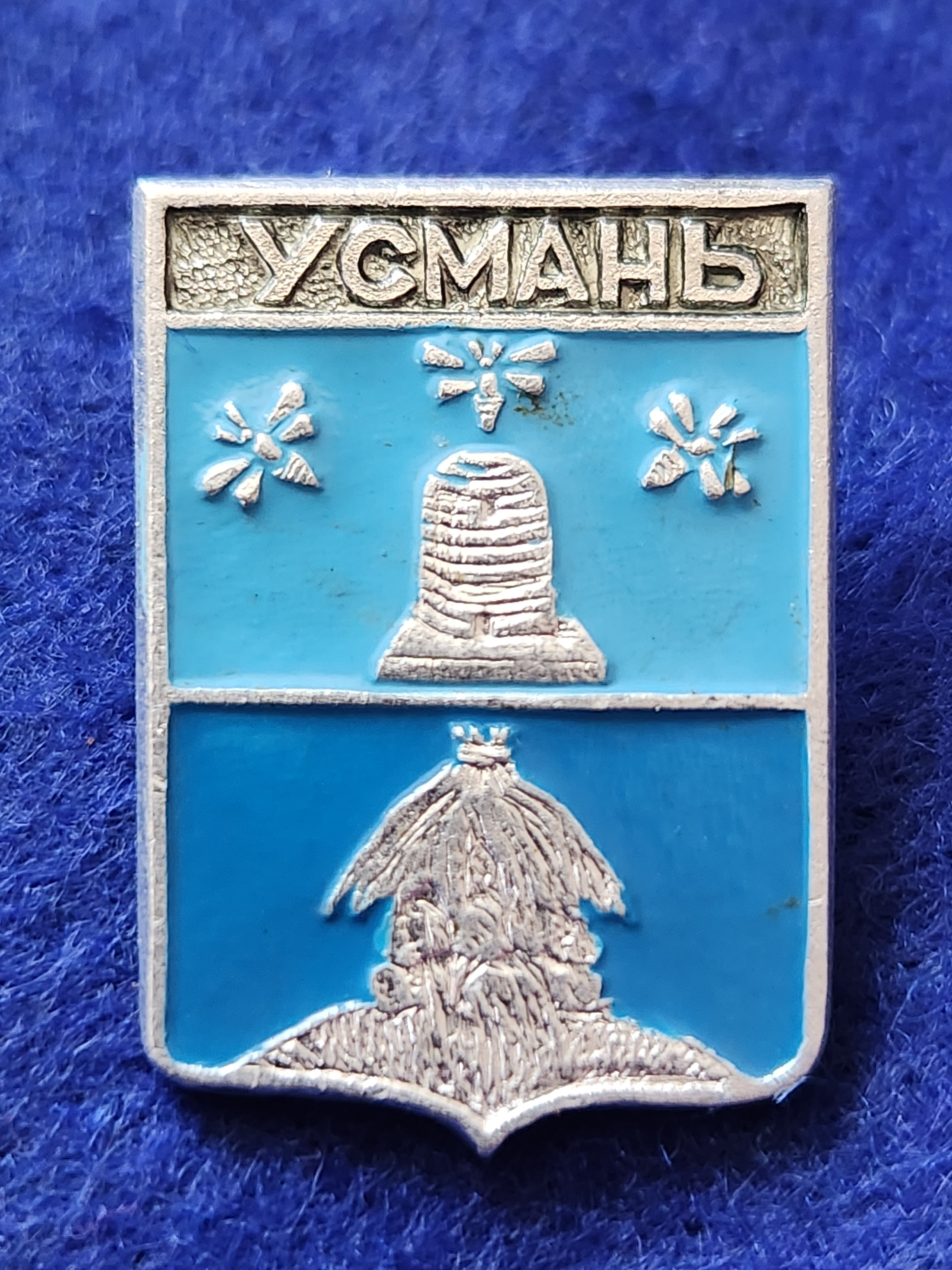
Усмань значок герб 1781 года

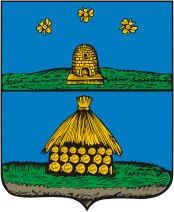
Старый герб Усмани в Тамбовской Губернии, 1781

В 1645 году на месте нынешнего города была построена крепость Усмань (в некоторых источниках указывается 1646 год), ставшая одной из крепостей Белгородской оборонительной черты. Её строил воевода С. М. Вельяминов. Через 30 лет укрепления обветшали, но опасность с юга сохранялась. Поэтому в 1684 году они были восстановлены. Кроме того, по соседству построили город Демшинск.
Семьи служилых людей жили в окрестных слободах — Стрелецкой, Пушкарской и Казачьей.
К 1780-м годам крепостные укрепления снова обветшали: от них остались лишь земляной вал и неглубокий ров.
Позже, в 1779 году, Усманский уезд вошёл в состав Тамбовского наместничества.
В 1790-х годах на Базарной площади построили каменную соборную Богоявленскую церковь. Это было первое кирпичное здание Усмани. Ранее, в 1778 году, на этой площади возвели каменную Пятницкую, а в 1788 году — каменную Никольскую церковь.
Не позднее 1763 года в Усмани существовала деревянная Космодамианская церковь. В 1825 году она сгорела, а в 1828 году на прежнем месте начали строить новую. Но завершить работы не удалось: когда здание соорудили до купола, на нём появились трещины; пришлось разобрать всё до фундамента. Новое строительство закончилось в конце 1864 года.
В 1834 году по инициативе купца В. Кузнецова и на средства благотворителей было завершено строительство Покровской церкви, рядом с которым появилось кладбище, ставшее основным местом захоронения в города.
В советское время были снесены Богоявленская, Пятницкая, Никольская, Покровская и Космодамианская церкви. Говоря о Церкви, стоит упомянуть и то, что в Усмани существовал и функционировал «Тюремный замок», который на своей территории также имел церковь. Из церковной архитектуры в Усмани осталась только Церковь Успения Пресвятой Богородицы.
В 1862 году открыт городской общественный банк майора Николая Снежкова.
В 1920 году стараниями краеведа Б. П. Княжинского в городе был открыт первый музей.
С 1 февраля 1963 по 11 января 1965 года город Усмань находился в подчинении города Грязи.

## Население
| 1856    | 1897    | 1913    | 1926    | 1931    | 1939    | 1959    | 1967    | 1970    | 1979    | 1989    | 1992    |
| ------- | ------- | ------- | ------- | ------- | ------- | ------- | ------- | ------- | ------- | ------- | ------- |
| 5500    | ↗10 000 | ↗12 700 | ↘7000   | ↗13 600 | ↘11 386 | ↗11 885 | ↗16 000 | ↗20 150 | ↘20 118 | ↗20 878 | ↗21 000 |
| 2000    | 2001    | 2002    | 2003    | 2005    | 2006    | 2009    | 2010    | 2011    | 2012    | 2013    | 2014    |
| ↘20 800 | ↘20 600 | ↘20 133 | ↘20 100 | ↘19 600 | ↘19 500 | ↘19 422 | ↘18 685 | ↘18 668 | ↗18 832 | ↗19 148 | ↗19 432 |
| 2015    | 2016    | 2017    | 2018    | 2019    | 2020    | 2021    |         |         |         |         |         |
| ↗19 739 | ↗19 805 | ↗19 958 | ↘19 956 | ↘19 653 | ↘19 625 | ↗19 662 |         |         |         |         |         |

На 1 января 2025 года по численности населения город находился на 680-м месте из 1124 городов Российской Федерации.
Национальный состав
По итогам переписи населения 2020 года проживали следующие национальности (национальности менее 0,1 % и другое, см. в сноске к строке «Другие»):
| Национальность | Численность, чел. | Доля     |
| -------------- | ----------------- | -------- |
| Русские        | 19 179            | 97,54 %  |
| Чеченцы        | 28                | 0,14 %   |
| Украинцы       | 26                | 0,13 %   |
| Другие         | 429               | 2,19 %   |
| Итого          | 19 662            | 100,00 % |

## Экономика
- завод литейного оборудования (ныне ОАО Литмашприбор — в частных руках)
- свиноводческий комплекс ООО ЮКОН (дочернее предприятие ОАО Литмашприбор)
- завод по производству подсолнечного масла КорГон (банкрот, не существует в н.в.)
- табачная фабрика (работает)
- мебельная фабрика (выкуплена частным лицом)
- швейная фабрика (выкуплена частным лицом)
- Хлебокомбинат (выкуплен частным лицом)

## Транспорт

### Автомобильный
К городу примыкают ряд автомобильных дорог регионального значения:
- 42К-043 Липецк — Октябрьское — Усмань
- 42К-704 Усмань — Поддубровка — Воробьевка
- 42К-710 Усмань — Грачёвка
- 42К-725 Усмань — Московка — Дрязги
- 42К-736 Усмань — Студёнки
- 42К-738 Усмань — Девица — Крутченская Байгора

### Железнодорожный
Одноимённая станция на железнодорожной линии Грязи — Воронеж.

## Руководители Усмани[35]
Городские головы
- 1823 — Карякин Василий Гаврилович
- 1829 — Попов Василий Афанасьевич
- 1837—1839 — Гостеев Андрей Ил.
- 1840—1845 — Кузнецов Пётр Вениаминович
- 1845—1846 — Федотов Василий Абрамович
- 1846—1848 — Ростовцев Иван Никитич
- 1848 — Богомолов Иван Данилович
- 1848 — Гостеев Андрей Ил. (не утверждён)
- 1849—1851 — Кузнецов Пётр Вениаминович
- 1852—1854 — Богомолов Иван Данилович
- 1855—1857 — Карякин Николай Васильевич
- 1858—1860 — Скляднев Андрей Алексеевич
- 1860 — Огарков Николай Фёдорович (не утверждён).
- 1861—1867 — Сукочев Григорий Дмитриевич
- 1867—1869 — Смыков Николай Алексеевич
- 1869—1872 — Сукочев Григорий Дмитриевич
- 1872—1882 — Винокуров Георгий Алексеевич
- 1882—1890 — Новосёлов Николай Тихонович
- 1890—1894 — Винокуров Георгий Алексеевич
- 1894 — Сукочев Александр Григорьевич (не утверждён)
- 1895—1899 — Сидельников Алексей Никитич
- 1899—1918 — Огарков Фёдор Васильевич

Председатели Усманского горисполкома
- 1927 — Евсеев Данил Алексеевич
- 1930 — Долгих Т. Я.
- 1942 — Голощапов Василий Васильевич
- Калганова Мария Петровна
- до 1953 — Драчёв Григорий Васильевич
- 1953—1955 — Артамонов Сергей Васильевич
- 1955—1957 — Панченко Георгий Иванович
- 1957—1965 — Порядин Михаил Андреевич
- 1965—1967 — Чернышёв Михаил Тимофеевич
- 1967—1969 — Воробьёв Николай Иванович
- 1969—1983 — Боев Виктор Гаврилович
- 1983—1985 — Борзунов Александр Тимофеевич
- 1985—1988 — Страхов Валерий Дмитриевич
- 1988—1991 — Батов Виктор Матвеевич

Главы администрации города (главы города)
(в 1994—2005 г.г., когда администрация города была ликвидирована, функции глав администрации города выполняли заместители главы администрации района)
- 1991—1996 — Батов Виктор Матвеевич
- 1996—1997 — Ломакин Николай Александрович
- 1997—1998 — Кутищев Николай Иванович
- 1998—2004 — Фролов Николай Васильевич
- 2004—2005 — Сиротинкин Александр Васильевич
- 2005—2015 — Сиротинкин Александр Васильевич
- 2015—2019 — Бокарев Алексей Сергеевич
- с 2019—2024 — Васильченко Денис Сергеевич
- с 2024 — Чеботарев Максим Михайлович

Председатели городского совета депутатов
- 1990—1991 — Толстых Александр Тимофеевич
- 1991—1993 — Батов Виктор Матвеевич
- 2005—2015 — Малый Сергей Савельевич
- 2015—2018 — Терновых Светлана Владимировна
- 2018—2020 — Малый Сергей Савельевич
- 2020 — 2025 — Китаева Галина Сергеевна
- с 2025 — Бобров Денис Валерьевич

## Культура
С 2004 года проводится ежегодный молодёжный фестиваль авторской песни и поэзии «Серебряный родник».
В 2003 году был построен новый дворец Культуры, размещённый на площади Ленина.
Модернизированный в 2021 году памятник физику Н. Басову в городе Усмань внесен в список самых ярких мультимедийных мировых инсталляций: вечером он оживает благодаря 3D проекции портрета (появляется мимика, эмоции и голос ученого), после чего начинается световое шоу демонстрирующее сферы, где используется лазер.

## Объекты культурного наследия
- Кондитерская купца Попова (кон. XIX в.)
- Дом врача Филькенштейна (XIX в.)
- Дом купца Федотова, арендовался под дворянское собрание (XIX в.)
- Здание реального училища (1912 г.)
- Здание Торгсина
- Здание гимназии (1872 г.)
- Дом, где жил писатель А. И. Эртель (1865 г.)
- Усадебный дом купца Бударина (XIX в.)
- Дом и пекарня купца Яковлева
- Дом, с балкона которого председатель уисполкома Н. Н. Исполатов заявил о переходе власти в руки Советов
- Кирилло-Мефодиевская школа (1830 г.)
- Дом купца Коростелёва
- Жилой 2-этажный дом
- Здание городской купеческой усадьбы (ныне краеведческий музей) (1808 г.)
- Здание казначейства (1837 г.)
- Здание махорочной фабрики (строил купец Федотов, владел Володарский) (1901 г.)
- Дом купца Калинина (XIX в.)
- Дом академика Басова
- Дом адвоката Новосёлова (XIX в.)
- Дом писателя Л. Н. Завадовского (нач. XIX в.)
- Здание городской управы (1833 г.)
- Церковь Свято-Успенская (1907 г.)
- Башни подворья Усманского софийского дев. монастыря (1806 г.)
- Арестный дом (1912 г.)

## Русская православная церковь
- церковь Успения Пресвятой Богородицы, построенная в 1862 году
- возрождающийся ныне Богоявленский собор, который был разрушен в 30-е года XX века

## Известные уроженцы
- Журналист, общественный деятель, педагог, участник революционного народнического движения Ю. А. Бунин
- Н. А. Якубович — российский военный педагог, генерал-лейтенант (1903).
- Герой Советского Союза генерал-полковник М. П. Константинов
- Дважды Герой Социалистического Труда, физик, лауреат Нобелевской премии академик Н. Г. Басов
- Писатель В. В. Огарков
- Писатель А. И. Эртель
- Герой Советского Союза, поэт Б. А. Котов
- Доктор технических наук, учёный химик Ф. М. Флавицкий
- Писатель Л. Н. Завадовский
- Профессор П. В. Никольский
- Врач А. И. Журавлёв
- Врач-дерматолог Губарев
- Краевед, историк, учитель Д. В. Комяков

Дореволюционные фотографии
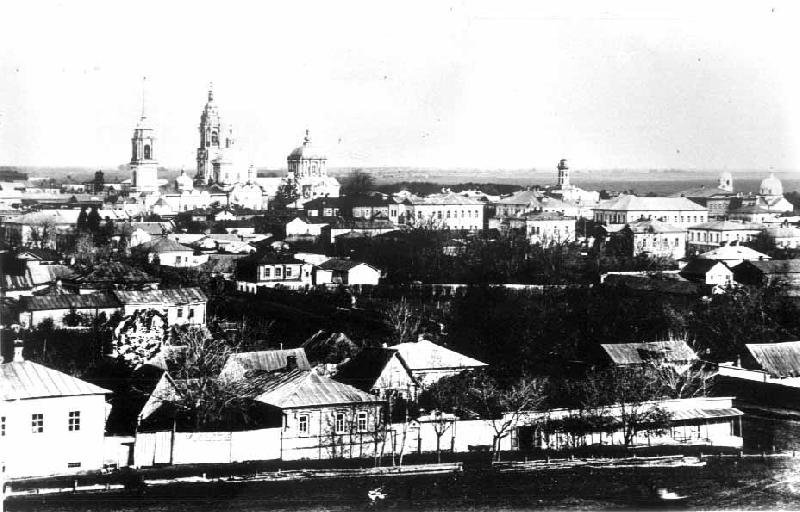
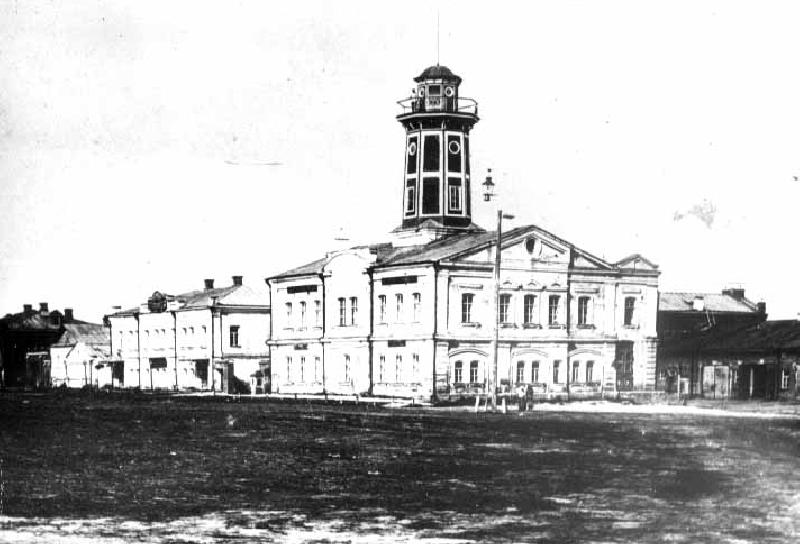
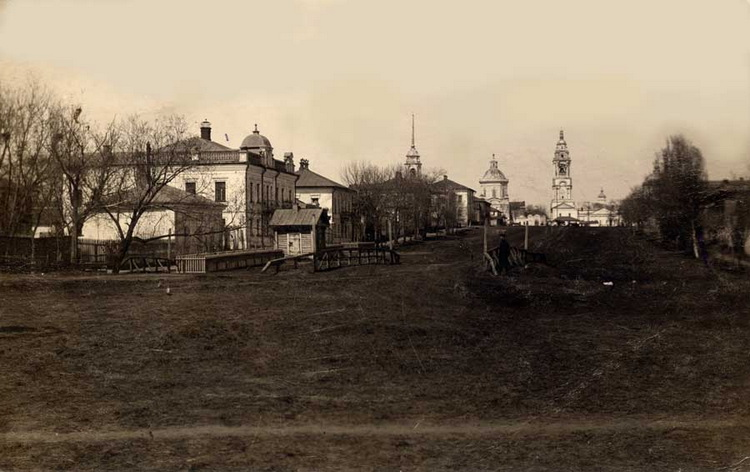
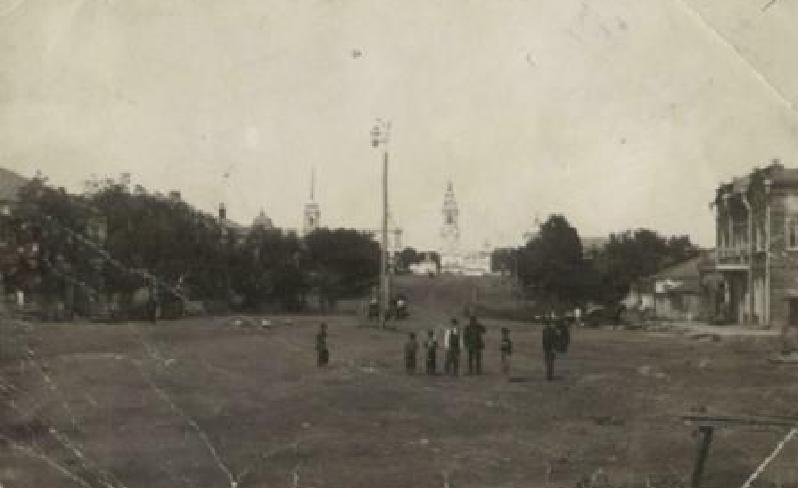
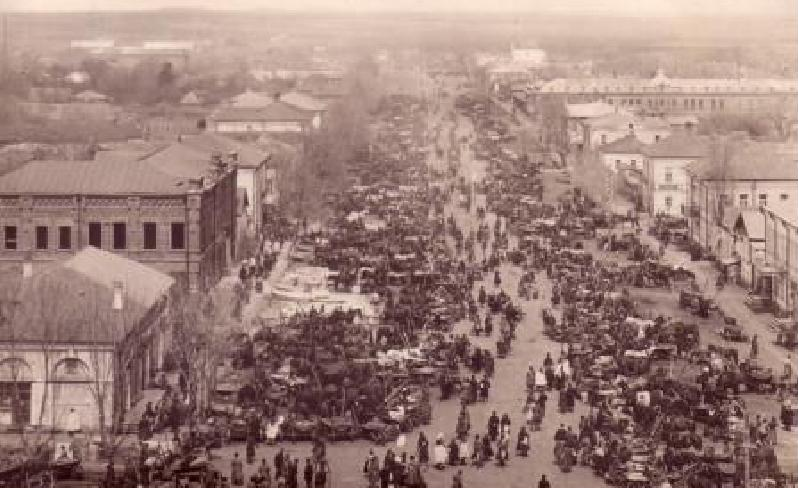